# Leonid Bronevoj
Leonid Sergejevitsj Bronevoj (Russisch: Леони́д Серге́евич Бронево́й) (Kiev, 17 december 1928 – Moskou, 9 december 2017) was een Sovjet-Russisch acteur. 

## Loopbaan
Bronevoj is vooral bekend door zijn rollen op het toneel (vooral in het Lenkom-theater), maar Bronevoj heeft ook meerdere filmrollen gespeeld. In 1987 werd hij benoemd tot Volksartiest van de Sovjet-Unie.

## Geselecteerde werken
- Karl Marks. Molodye gody als Lion Philips
- Formoela ljoebvi (1984) as Doctor
- Pokrovskye voroty (1982) als Arkadi Veljoerov
- Semnadtsat mgnovenni vesny (1973) als Heinrich Mueller